# فريدريك س. شيرمان
فريدريك س. شيرمان (بالإنجليزية: Frederick C. Sherman)‏ هو ضابط أمريكي، ولد في 27 مايو 1888 في ميشيغان في الولايات المتحدة، وتوفي في 27 يوليو 1957 في سان دييغو في الولايات المتحدة.